# Haunetalsperre
Die Haunetalsperre des Wasserverbandes Haune ist mit Staudamm und Stausee (Haunestausee oder Haunesee genannt) eine kleine Stauanlage und zugleich Hochwasserrückhaltebecken (HRB) an der Haune beim Dorf Marbach im osthessischen Landkreis Fulda und gehört zum Einzugsgebiet des Weser-Quellflusses Fulda. Ihr Staudamm ist 230 m lang und der zur Anlage gehörende Haunestausee (auch: Marbachstausee oder Marbachsee) im Dauerstau 15,2 ha (bei 0,29 Mio. m³) und bei Vollstau (mit Hochwasserschutzraum) 75,4 ha (bei 3,18 Mio. m³) groß.
Der stets eingestaute Stausee dient mit seinem Hochwasserschutzraum in erster Linie dem Hochwasserschutz der unterhalb davon an der Haune gelegenen Ortschaften (wie Rückers) und mit den Stauanlagen HRB Treysa-Ziegenhain, HRB Heidelbach und Antrifttalsperre dem Hochwasserschutz der an der Fulda gelegenen Ortschaften.
Zudem wird er als Naherholungsgebiet genutzt. Der Südteil steht unter Naturschutz.

## Geographische Lage
Die Stauanlage Haunetalsperre liegt westlich der Kuppenrhön knapp 1 km östlich vom Ortskern des Dorfs Marbach, einem Gemeindeteil von Petersberg. Ihr Stausee wird etwa in Süd-Nord-Richtung von der Haune durchflossen, und von Westen mündet das vom Dorf Marbach heran fließende Marbacher Wasser ein.
Unmittelbar nordnordöstlich des Stausees erhebt sich der Eichberg (367,7 m ü. NN). Der Südteil des Stausees gehört zum Naturschutzgebiet Haunestausee bei Marbach (NSG-Nr. 318510), das 2003 gegründet wurde und 28 ha groß ist.

## Geschichte
Weil die Haune öfters starkes Hochwasser führte und dabei Großteile der am Fluss gelegenen Ortschaften überflutete, wurde die Haunetalsperre errichtet: Ihr Bau begann im Herbst 1983 und endete im Frühjahr 1988; das Richtfest fand im Sommer 1988 statt. Die erste Phase des Probestaus begann am 1. Februar 1988 und endete mit der zweiten Phase im Frühjahr 1989, worauf die Talsperre in Betrieb ging.

## Talsperre
Die Haunetalsperre wurde als Erdschüttdamm aus gebrochenen Buntsandsteinen unter anderem mit wasserseitiger Dammabdichtung aus Asphalt und am Dammfuß errichteter Herdmauer als Verbindungselement zur im Erdreich befindlichen Schlitzwand (85 m lang, 15 m tief und 60 cm stark) als weitere Dichtung ausgeführt. Sie ist etwa 230 m lang und über der Gründungssohle 14 m hoch. Die Kronenhöhe liegt auf 283 m ü. NN. Der Damm hat rund 78.000 m³ Bauwerksvolumen. Seine Böschungsneigung liegt luftseitig bei 1:2,25 bis 1:12 und wasserseitig bei 1:2,25 bis 1:3. Der Regelabfluss liegt bei 12,50 m³/s.
In das Norddrittel des Staudamms ist ein aus Stahlbeton bestehendes Überfallbauwerk als Hochwasserentlastungsanlage mit zwei Überlaufklappen integriert. Unmittelbar darunter befindet sich die Dauerstauentleerung, wobei das Wasser westwärts durch einen Grundablass in einen unterirdisch im Staudamm angelegten Kanal zum Auslassbauwerk und kurz darauf weiter nach Norden durch die Haune fließt.
Durch das in den Grundablass des Staudamms integrierte Wasserkraftwerk wird maximal 68 KW Leistung Strom erzeugt.

## Stausee
Der Haunestausee hat einen normalen Speicherraum von 3,18 Mio. m³. Das Bemessungshochwasser bezüglich eines 100-jährigen Hochwassers liegt bei 74,8 m³/s. Der Stauraum ist für ein rund 151 km² großes Niederschlags- bzw. Einzugsgebiet ausgelegt, was rund 30,2 % des Gesamteinzugsgebietes der Haune ausmacht. Im Dauerstau soll der Stausee nur bis auf 275 m ü. NN mit 0,29 Mio. m³ Wasser befüllt werden. Bei Hochwasser kann der Seespiegel dann bis auf 281,5 m ü. NN (Stauziel) steigen. Die zusätzlichen 2,89 Mio. m³, die der Stausee dann im Rahmen seines Hochwasserschutzraums aufnimmt, vergrößern die Wasseroberfläche von den normalen 15,2 ha (anderen Angaben zufolge 15,6 ha) im Dauerstau auf dann 75,4 ha.  Im Hochwasserfall wird ein Teil des Haunewassers im Stausee zurückgehalten und später in den Unterlauf abgegeben.
Der Stausee ist etwa 1,3 km lang und maximal rund 170 m breit. Der Stauseeboden liegt vor dem Dammfuß auf 271 m ü. NN und der Wasserspiegel der Haune unterhalb des Staudamms auf 270,5 m ü. NN.

## Arbeiten an Fließgewässer und Infrastruktur
Beim Bau des Staudamms wurde der in ihm befindliche Gewässerabschnitt der Haune als unterirdisch angelegter Kanal ausgebildet. Zudem wurden Zufahrtsstraßen zum Damm und an und auf ihm Spazier-, Wander- und Kontrollwege und ein Rundweg am Stausee angelegt. Westlich vorbei am Stausee führen in Nord-Süd-Richtung die Bundesstraße 27 (Bernhards–Marbach–Rückers) und die parallel dazu angelegte Bahnstrecke Bebra–Fulda mit einem westlich des Staudamms die Haune überquerenden Viadukt und dem etwas weiter südlich davon noch bis 1980 betriebenen Bahnhof Marbach. Vom Parkplatz an der B 27 gelangt man durch eine etwas südlich des Staudamms befindliche Unterführung unter der Bahnstrecke hindurch zum Stausee.

## Freizeit
Das Gelände um den Stausee, der zwischen Wäldern im Norden und Osten und landwirtschaftlich genutzten Flächen im Süden und Westen gelegen ist, dient als Naherholungsgebiet und wird überwiegend durch Angler, Wassersportler und Wanderer genutzt. In der Nähe der Staumauer gibt es mehrere Fitnessgeräte und um den Stausee ist eine 5 km lange Laufstrecke ausgeschildert. Am westlichen Seeufer entlang führt der Haunetal-Radweg, welcher auch die Verbindung zwischen den Ausgangspunkten des Kegelspielradweges und des Milseburgradweges herstellt. Der Wanderweg am östlichen Ufer ist Teil des Jakobsweges Vacha-Fulda.

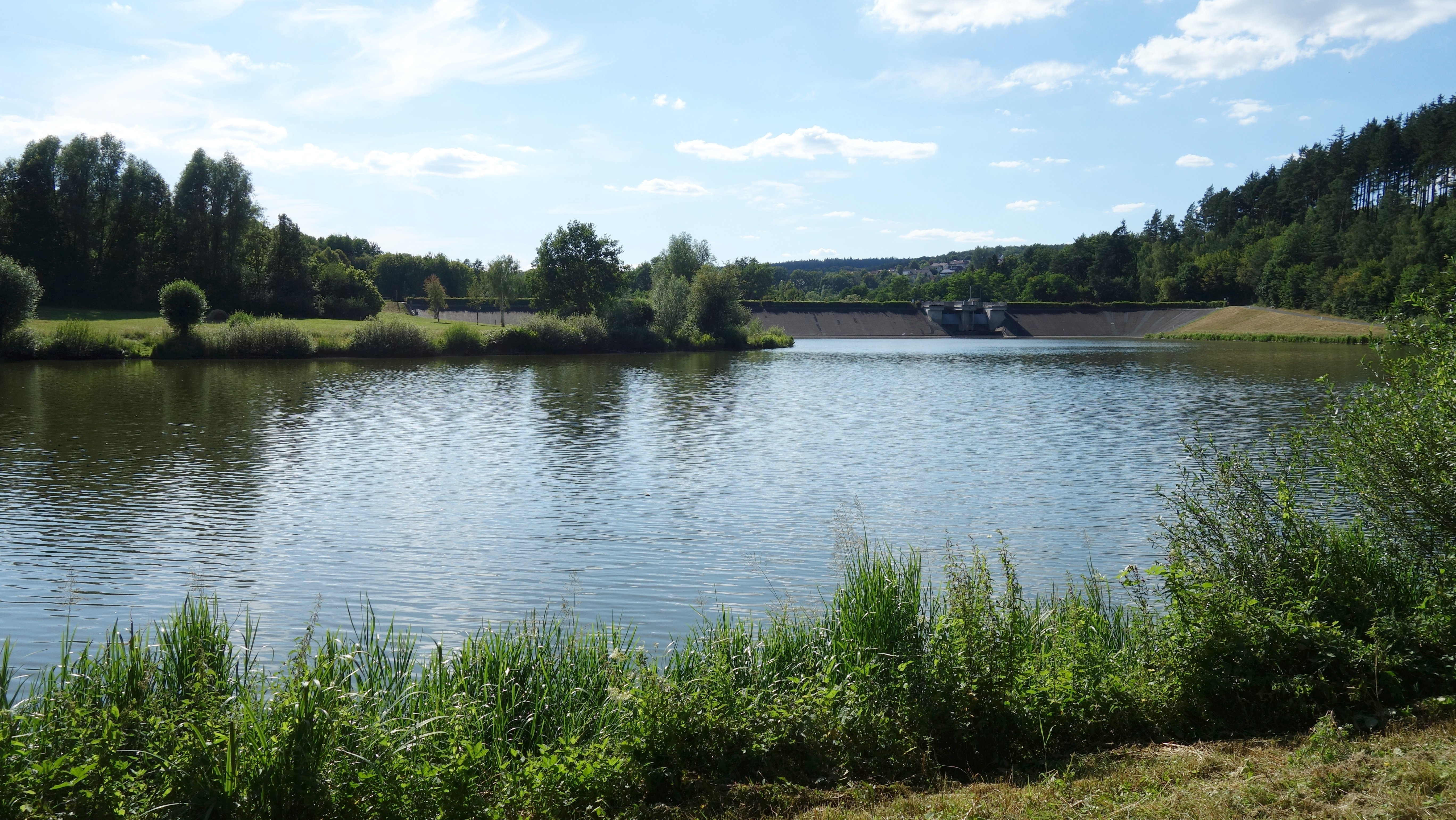
Der Staudamm
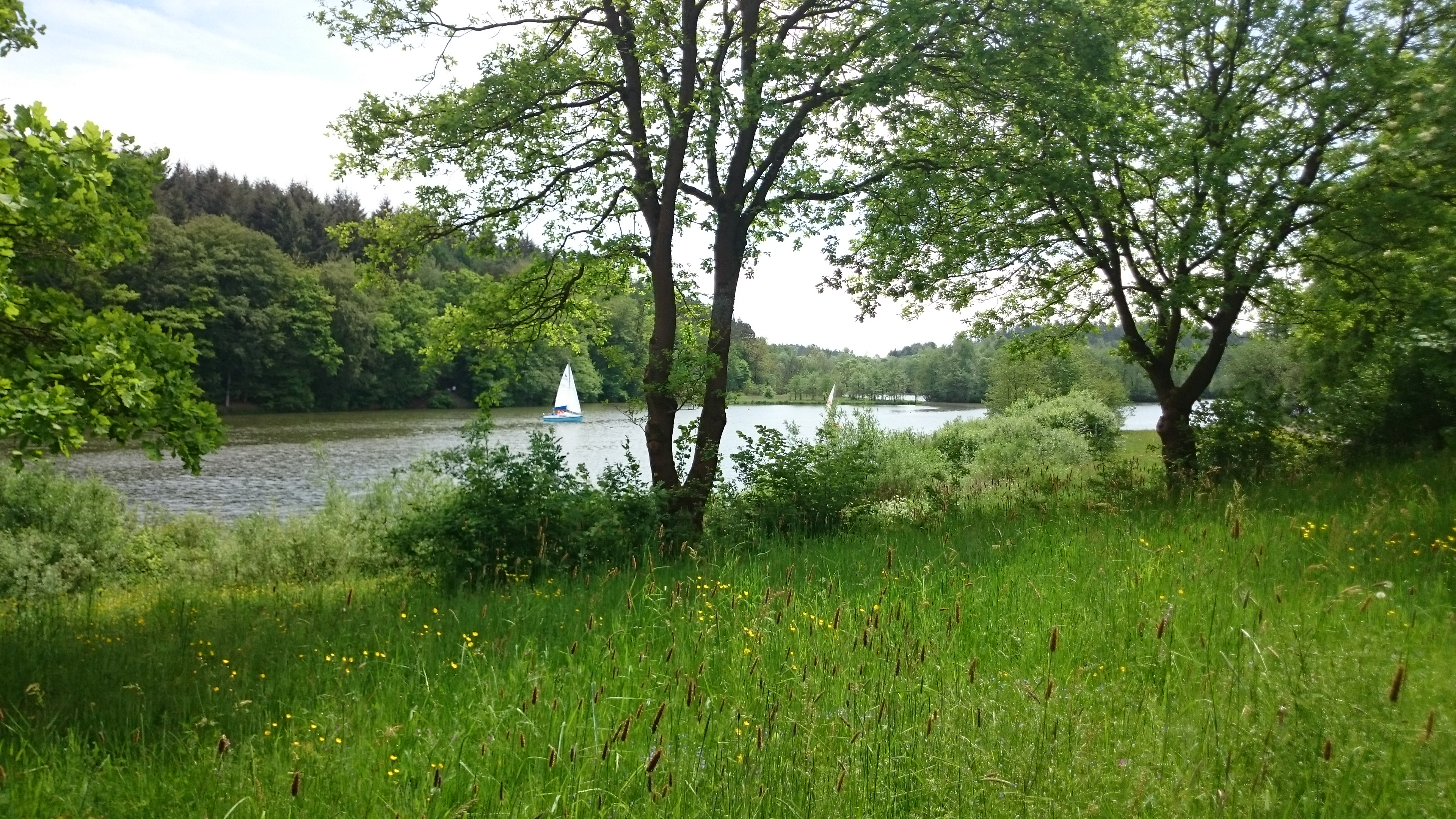
Segelboote auf dem Haunesee
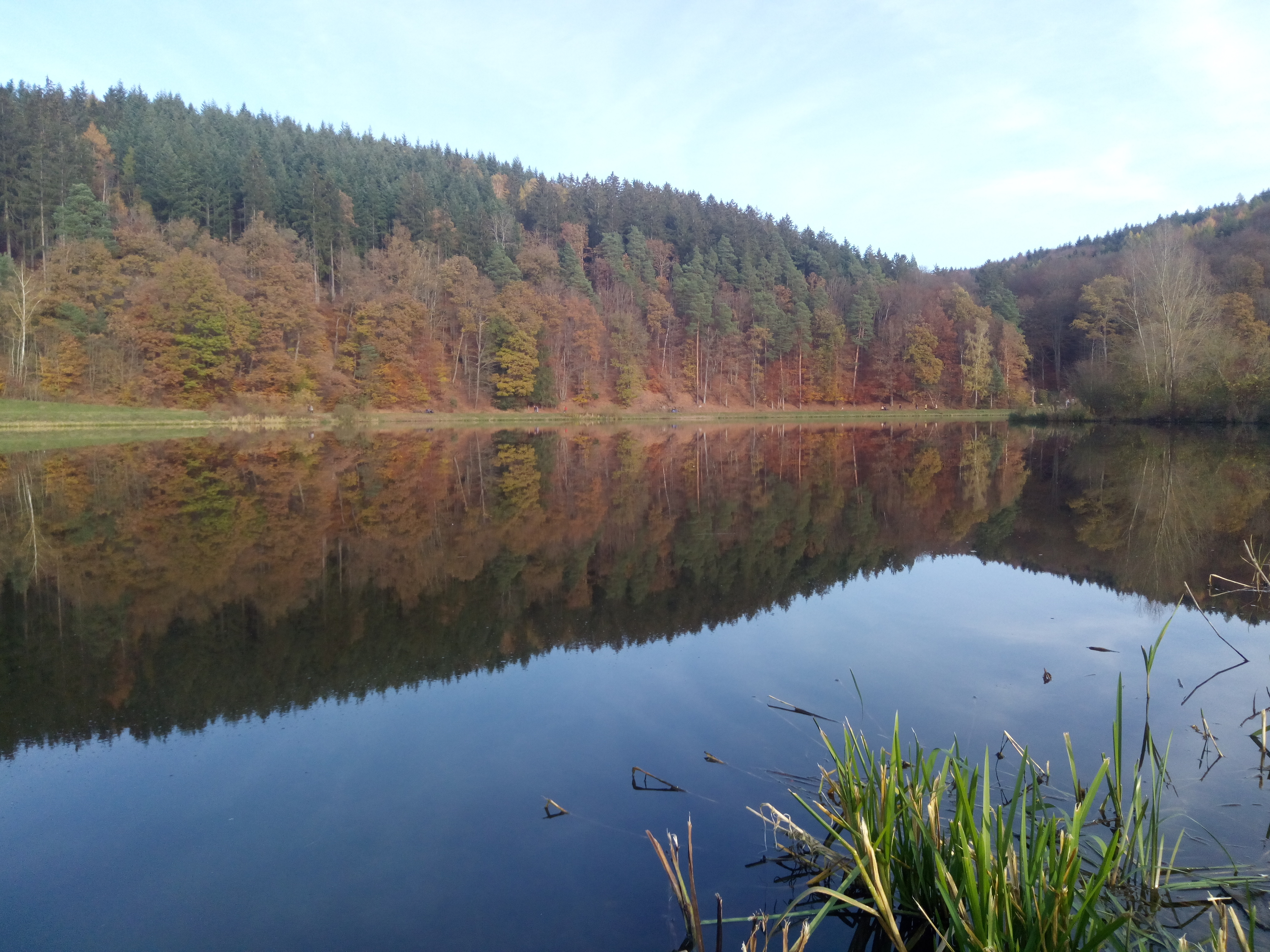
Herbstliche Spiegelungen im Haunesee
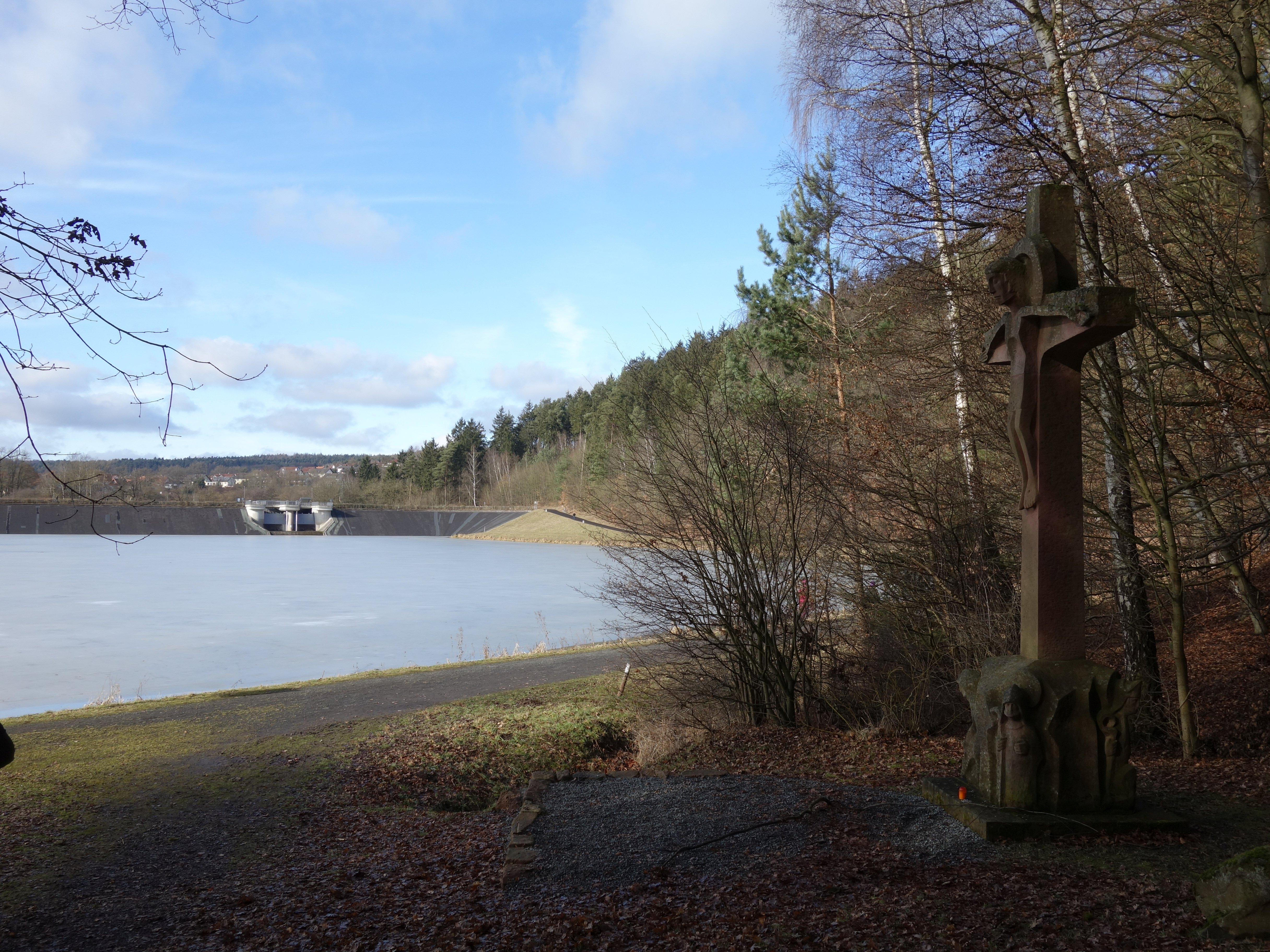
Das Haunesee-Kreuz
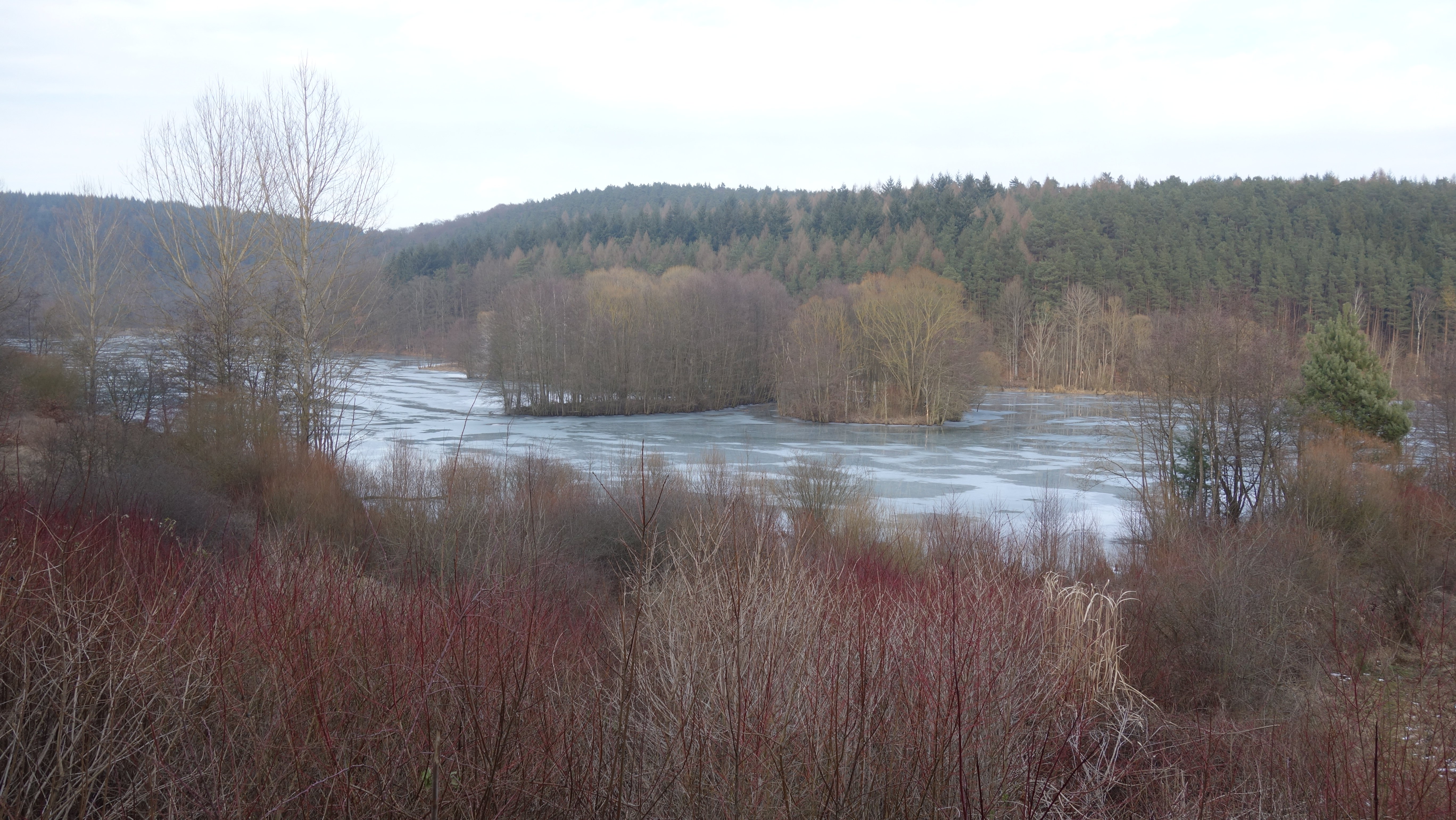
Das Naturschutzgebiet im Südteil